# Jean-Michel Besnier (homme d'affaires)
Ne doit pas être confondu avec Jean-Michel Besnier, philosophe français
Jean-Michel Besnier, né le 5 juin 1967 à Boulogne-Billancourt, est un homme d'affaires et milliardaire français. Il est l'un des principaux actionnaires du groupe laitier et fromager Lactalis, fondé par son grand-père André Besnier et dont il a hérité.
En 2020 sa fortune familiale est estimée à environ 5 milliards d'euros. Selon le magazine Forbes, elle s'élève au 73ème rang des plus grosses fortunes mondiales le 1er mars 2023 avec 20,9 milliards de dollars, et dans les plus importantes fortunes françaises. 

## Biographie
Jean-Michel Besnier est né en 1967 de Michel Besnier et Christiane Hallais. Son père a été dirigeant de Lactalis, de 1955 à 2000. Son grand-père paternel, André Besnier, a fondé le groupe Besnier (devenu plus tard Lactalis) en 1933. 
Il a un frère, Emmanuel Besnier, président-directeur général de Lactalis, et une sœur Marie Besnier Beauvalot.
Jean-Michel Besnier a hérité de Lactalis avec son frère et sa sœur en 2000. Il n'exerce pas de fonction opérationnelle au sein de l'entreprise. Il est exploitant forestier.
Il réside à Laval, en Mayenne.